# Friedrich August Koethe

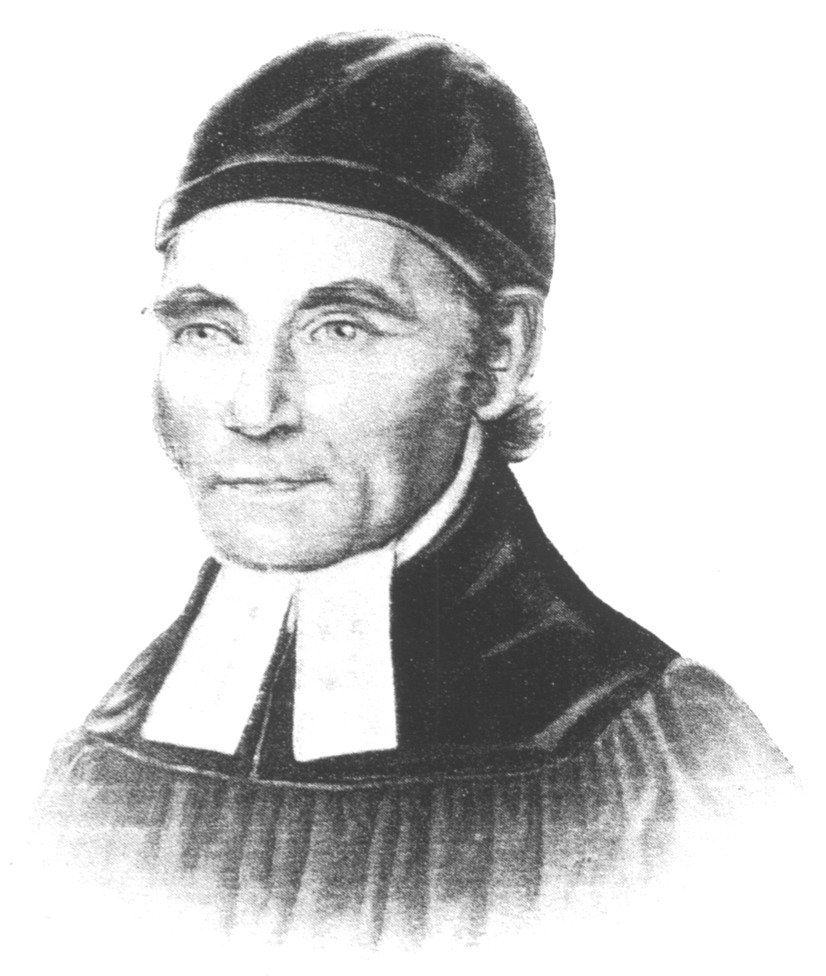
Koethe, Friedrich August (1781–1850)

Friedrich August Koethe (* 30. Juli 1781 in Lübben; † 23. Oktober 1850 in Allstedt) war ein deutscher Theologe und Lieddichter.

## Leben
Koethe besuchte zuerst die Schule in Lübben und wechselte 1797 an das Gymnasium in Bautzen. 1800 begann er das Studium das Theologie in Leipzig, das er 1803 mit dem Magister abschloss. Er wurde Prediger an der Paulinerkirche sowie Hauslehrer, womit er sich die Möglichkeit zu weiteren Studien finanzierte, die er ab 1806 in Dresden fortsetzte. 1810 erhielt er einen Ruf an die Universität Jena als außerordentlicher Professor der Philosophie; dort wurde er 1812 zusätzlich zum Garnisonsprediger und Diakon der Stadtkirche ernannt. 1817 wurde er zum ordentlichen Professor der Theologie ernannt; in diesem Jahr heiratete er. Mit Johann Gottfried Scheibel gab er die Zeitschrift für Christentum und Gottesgelahrtheit heraus, in der er sich kritisch mit dem vorherrschenden theologischen Rationalismus auseinandersetzte. Dies führte zu massiven persönlichen Angriffen auf ihn. In diesem Zusammenhang begannen sich erste gesundheitliche Probleme einzustellen, die ihn in den folgenden Jahren dauernd begleiteten; dies war für sein Schaffen von Belang, da er die meisten seiner geistlichen Lieder in Phasen schwerer Krankheit dichtete. Die geringere Leistungskraft veranlasste ihn 1819, die universitäre Laufbahn aufzugeben und die Stelle eines Superintendenten und Oberpfarrers in Allstedt anzunehmen. Diese Position ließ ihm Zeit für schriftstellerische Tätigkeiten und in den folgenden Jahren entstanden viele seiner zahlreichen Schriften.
Koethe war mit Sylvie von Ziegesar verheiratet.

## Werke
- Ansichten von der Gegenwart und Aussicht in die Zukunft. Verlag des Kunst- und Industrie-Comptoirs, Amsterdam 1809, Digitalisat
- Vom Einfluß des kirchenhistorischen Studiums auf die Bildung des Gemüths und das Leben. Reclam, Leipzig 1810, Digitalisat
- Historische Darstellungen. Fromman, Jena 1812, Digitalisat
- Gedächtnißrede auf D. Johann Jacob Griesbach nebst einer Skizze seines Lebenslaufs. Frommann, Jena 1812, Digitalisat
- Über D[oktor] Franz Volkmar Reinhards Leben und Bildung. Fromman, Jena 1812, Digitalisat
- [Anonym:] Das Jahr 1715 oder wie’s vor hundert Jahren in der Welt aussah. Leipzig und Altenburg, Brockhaus 1815, Digitalisat
- Thomas von Kempen (Autor), Friedrich August Koethe (Bearbeiter): Von der Nachfolge Christi. Vier Bücher. Raw, Nürnberg 1815, Digitalisat
- Das Jahr 1616 oder die Lage Europa’s vor dem Beginn des dreyßigjährigen Krieges. Leipzig und Altenburg, Brockhaus 1816, Digitalisat
- Hrsg.: Zeitschrift für Christenthum und Gottesgelahrtheit. Band 1–2, Bran, Jena 1816/17–1818
- Hrsg.: Zeitgenossen. Brockhaus, Leipzig und Altenburg 1816–1818, Band 1, Band 1.2, Band 1.3, Band 1.4, Band 2, Band 2.2, Band 2.3, Band 2.4, Band 3.1
- Für häusliche Erbauung. Brockhaus, Leipzig 1821, Digitalisat
- Stimmen der Andacht. Eine Neujahrsgabe für Christen. Brockhaus, Leipzig 1823, Digitalisat
- Hrsg.: Philipp Melanchthon’s Werke in einer auf den allgemeinen Gebrauch berechneten Auswahl. Brockhaus, Leipzig 1829–1830, Digitalisat Band 1, Band 2, Band 3, Band 4, Band 5, Band 6
- Concordia. Die symbolischen Bücher der evangelisch-lutherischen Kirche. Brockhaus, Leipzig 1830, Digitalisat
- Die christliche Volksbildung nach ihren Hauptgesichtspunckten. Barth, Leipzig 1831, Digitalisat
- Ueber die Kircheneinigung. Reclam, Leipzig 1837, Digitalisat
- Die Psalmen. Brockhaus, Leipzig 1845, Digitalisat
- Zur Todtenfeier Dr. Martin Luther’s am 18. Februar 1846. Leipzig, Brockhaus 1846, Digitalisat
- Geistliche Lieder. Brockhaus, Leipzig 1851, Digitalisat
- Lieder und Sprüche eines Kranken für Kranke und Gesunde. Brockhaus, Leipzig 1851, Digitalisat

Als „Einsiedler bei St. Johannes“ veröffentlichte er:
- Die Wiederkehr. Eine Novelle. Leipzig, Brockhaus 1843, Digitalisat Band 1, Teil 2, Teil 3
- Eine Woche. Idyll-Novelle. Leipzig, Brockhaus 1848, Digitalisat Band 1, Band 2